# Tân Nguyên, Y Lê
Tân Nguyên (tiếng Trung: 新源县; bính âm: Xīnyuán Xiàn; Uyghur:  كۈنەس ناھىيىسى ‎, ULY:  Künəs Nah̡iyisi) là một huyện của Châu tự trị dân tộc Kazakh - Ili (Y Lê), khu tự trị Tân Cương, Trung Quốc.

### Trấn
- Tân Nguyên (新源镇)
- A Nhiệt Lặc Thác Biệt (阿热勒托别镇)
- Tháp Lặc Đức (塔勒德镇)
- Na Lạp Đề (那拉提镇)
- Tiêu Nhĩ Bố Lạp Khắc (肖尔布拉克镇)

### Hương
- Khảm Tô (坎苏乡)
- Khách Lạp Bố Lạp (喀拉布拉乡)
- A Lặc Mã Lặc (阿勒玛勒乡)
- Thổ Nhĩ Căn (吐尔根乡)